# Gino Giovagnoli
Gino Giovagnoli (* 18. April 1951 in Faetano) ist ein san-marinesischer Politiker. Er war von Oktober 2001 bis April 2002 Capitano Reggente (Staatsoberhaupt) von San Marino.

## Leben
Giovagnolii ist Mitglied des Partito Democratico Cristiano Sammarinese (PDCS). Er wurde 998 auf der Liste des PDCS ins san-marinesische Parlament, den Consiglio Grande e Generale gewählt. Bei der Parlamentswahl 2001 wurde er wiedergewählt, bei der Wahl 2006 kandidierte er erneut auf der Liste des PDCS, verfehlte jedoch den Einzug ins Parlament.
Vom 1. Oktober 2001 bis 1. April 2002 war Giovagnoli gemeinsam mit Alberto Cecchetti Capitano Reggente. Er war Sindaco del Governo und Mitglied des Verwaltungsrats der Azienda Autonoma di Stato dei Lavori Pubblici (A.A.S.L.P.). 2017 wurde er stellvertretender Vorsitzender der Commissione per l’Edilizia Residenziale (Wohnungsbauausschuss).
Auf dem Kongress der PDCS wurde er 2013 ins Comitato dei Garanti der Partei gewählt.
2014 kandidierte er für die Liste Il nostro Paese bei der Wahl zum Capitano di Castello (Bürgermeister) von Chiesanuova unterlag jedoch gegen Marino Rosti.  Seit 2014 ist er Mitglied der Giunta di Castello (Gemeinderat) von Chiesanuova.

## Auszeichnungen
Giovagnoli wurde am 11. März 2002 mit dem Großkreuz mit Großer Ordenskette des Verdienstordens der Italienischen Republik ausgezeichnet.